# 呉振棫
呉 振棫（ご しんよく、Wú Zhènyù、1792年 - 1871年）は、清末の官僚。字は仲雲。浙江省銭塘県（現在の杭州市）出身。
1814年に進士となり、庶吉士に選ばれ、編修となった。1822年、雲南省大理知府となり、山東登莱青道、貴州粮儲道、貴州按察使、山西布政使、四川布政使を歴任した。1852年、雲南巡撫に就任。当時の雲南省では回民が蜂起し、太平天国軍が広西省から侵入してくる状況であったが、雲貴総督の呉文鎔とともに鎮圧にあたった。1854年、陝西巡撫に異動となったが、就任前に雲貴総督代理として貴州省の楊鳳の蜂起を鎮圧した。1855年、陝西巡撫に赴任すると潼関で太平天国に呼応して蜂起しようとした陳通明を捕えた。翌年に四川総督に昇進。
1857年、雲貴総督に異動となった。このころの雲南省は漢人と回民の対立が激化して、杜文秀や馬如龍率いる回民が蜂起し、漢人の団練と殺しあう状況であり、前総督の恒春（ヘンチュン）は鎮圧できずに自殺し、巡撫のシュヒンガ（舒興阿）は病として辞任を申し出、布政使の桑春栄だけが昆明を守っていた。そのため咸豊帝は雲南省の情勢を熟知する呉振棫を総督に任命したのである。呉振棫は「先剿後撫」の方針で臨み、降伏する回民は許し、降伏しない者は掃討した。また殺戮や略奪を行う漢人の団練を法に照らして処罰したため、一時的に情勢は安定した。1858年、昆明を攻撃した馬如龍軍を撃退した。
雲貴総督を辞任した後、子が山西省で役職に就いていたため、山西省で隠居生活をしていたが、1862年に陝西省で軍務に就くことを命じられた。